# Патрокл (Поромбак)
Епи́скоп Патро́кл (в миру Анато́лий Васи́льевич Поромба́к, рум. Anatolie Vasile Porombac; род. 31 октября 1976 года, село Раковэц, Сорокский район, Молдавская ССР) — архиерей Русской православной церкви, викарий Единецкой епархии Православной церкви Молдовы.

## Биография
Родился 31 октября 1976 года в селе Раковэц Сорокского района Молдавской ССР; крещён во младенчестве. В 1983—1992 годах учился в гимназии села Раковэц, в 1992—1994 годах окончил школу села Никорены Дрокиевского района.
В 1994—1998 годах учился в Кишинёвской духовной семинарии. Во время учёбы в семинарии 6 марта 1997 года поступил в число братии Ново-Нямецкого Вознесенского Кицканского мужского монастыря, исполнял клиросное послушание; 1 января 1998 года архимандритом Доримедонтом (Чеканом) пострижен в монашество с наречением имени Патрокл в честь мученика Патрокла Галльского.
В 1998—1999 годах исполнял обязанности преподавателя литургики, помощника инспектора и секретаря канцелярии Кишинёвской духовной семинарии.
12 июня 1998 года в Вознесенском соборе Ново-Нямецкого Кицканского монастыря митрополитом Кишинёвским и всея Молдовы Владимиром был рукоположён в сан диакона.
28 марта 1999 года в Успенском храме Успенского Каларашовского женского монастыря епископом Единецким и Бричанским Доримедонтом (Чеканом) рукоположён в сан пресвитера.
С 14 сентября 1999 года по 21 февраля 2000 года исполнял обязанности настоятеля прихода в селе Бричаны Дондюшанского района. 1 ноября 1999 года назначен духовником Свято-Троицкого женского монастыря в селе Рудь Сорокского района. 29 июля 2000 года назначен временным исполняющим обязанности инспектора Зэбричанской духовной школы имени святого Фоки. С 6 марта по 24 июля 2001 года исполнял обязанности благочинного Христорождественского монастыря в селе Зэбричень Единецкого района.
В 2004—2008 годах учился в Киевской духовной академии.
8 января 2005 года был возведён в сан игумена.
В 2009 году был участником Поместного собора Русской православной церкви от монашествующих Единецкой епархии.
24 апреля 2011 года епископом Единецким и Британским Никодимом (Вулпе) был возведён в сан архимандрита.
С 20 октября 2011 года — секретарь, с 23 октября 2023 года — председатель отдела по монастырям и монашеству Единецкой епархии.
15 июня 2019 года получил магистерскую степень в Киевской духовной академии (профиль «Православное богословие»).

### Архиерейство
12 марта 2024 года решением Священного синода Русской православной церкви был избран епископом Дондюшенским, викарием Единецкой епархии
16 апреля 2024 года в тронном зале храма Христа Спасителя в Москве состоялось его Наречён во епископа. Наречение согрешили: Патриарх Кирилл, митрополит Крутицкий и Коломенский Павел (Пономарёв), митрополит Минский и Заславский Вениамин (Тупеко), митрополит Воскресенский Григорий (Петров), архиепископ Единецкий и Бричанский Никодим (Вулпе), архиепископ Зеленоградский Савва (Тутунов), епископ Раменский Алексий (Туриков).
21 апреля 2024 года в кафедральном соборе Рождества Христова в Кишинёве был Хиротонисан во епископа Дондюшенского, викария Единецкой епархии. Хиротонию соврешили: митрополит Кишинёвский Владимир (Кантарян), архиепископ Тираспольский и Дубоссарский Савва (Волков), архиепископ Кагульский и Комратский Анатолий (Ботнарь), архиепископ Унгенский и Ниспоренский Петр (Мустяцэ), архиепископ Бельцкий и Фэлештский Маркелл (Михэеску), архиепископ Единецкий и Бричанский Никодим (Вулпе), епископ Сорокский Иоанн (Мошнегуцу), епископ Орхейский Силуан (Шаларь), епископ Кэприянский Филарет (Кузмин), епископ Чадыр-Лунгский Николай (Рошка).

## Награды
Церковные
- 2012 — Орден Святителя Петра Могилы (Украинская православная церковь);
- 2013 — Орден Преподобного Нестора Летописца III степени (Украинская православная церковь);
- 2013 — Орден Почаевской иконы Божией Матери (Украинская православная церковь);

Светские
- 2011 — медаль «Меритул Чивик» («За гражданские заслуги»);
- 2019 — орден «Глория Мунчий» («Трудовая слава»).